# Лара Дашті
Лара Дашті (24 січня 2004) — кувейтська плавчиня.
Учасниця Олімпійських Ігор 2020 року, де в попередніх запливах на дистанції 50 метрів вільним стилем посіла 67-ме місце і не потрапила до півфіналів.